# Elecciones municipales de 2019 en la provincia de León
Las elecciones municipales de España de 2019 se celebraron el domingo 26 de mayo. Se eligieron los concejales de todos los ayuntamientos, así como los alcaldes en el caso de los municipios con concejo abierto.
Los concejales de los ayuntamientos son elegidos a través de un sistema proporcional (con reparto d'Hondt), con listas cerradas y un umbral electoral del 5 %. Los alcaldes de municipios en régimen de concejo abierto son elegidos mediante un sistema mayoritario. Los resultados de estos comicios también comportarán la elección indirecta de diputados provinciales.

## Resultados en número de concejales
| Partido                                                             | Concejales | Votos  | Porcentaje | M.absoluta                     | M.relativa              | Empate |
| ------------------------------------------------------------------- | ---------- | ------ | ---------- | ------------------------------ | ----------------------- | ------ |
| Partido Socialista Obrero Español (PSOE)                            | 624        | 89 269 | 33.88 %    | 65                             | 13                      | 2      |
| Partido Popular (PP)                                                | 660        | 80 085 | 30.39 %    | 83                             | 15                      | 2      |
| Ciudadanos-Partido de la Ciudadanía (Cs)                            | 74         | 22 208 | 8.43 %     | 1 (Acebedo)                    | 2                       | -      |
| Unión del Pueblo Leonés (UPL)                                       | 146        | 19 730 | 7.49 %     | 12                             | 4                       | -      |
| Vox (Vox)                                                           | 8          | 6016   | 2.28 %     | -                              | -                       | -      |
| Coalición por El Bierzo (C Bierzo)                                  | 25         | 5587   | 2.12 %     | -                              | 2                       | -      |
| Podemos (Podemos)                                                   | 11         | 5144   | 1.95 %     | -                              | -                       | -      |
| Izquierda Unida (IU)                                                | 20         | 4904   | 1.86 %     | -                              | 1 (Garrafe de Torío)    | -      |
| Podemos-Equo (Podemos-Equo)                                         | 1          | 3447   | 1.31 %     | -                              | -                       | -      |
| Unidad Social de Electores Bierzo (USE Bierzo)                      | 2          | 2522   | 0.96 %     | -                              | -                       | -      |
| Partido Regionalista de El Bierzo (PRB)                             | 2          | 2374   | 0.9 %      | -                              | -                       | -      |
| Partido Socialista (PS)                                             | 7          | 2063   | 0.78 %     | -                              | -                       | -      |
| Agrupación Independiente de Cuadros (AIC)                           | 7          | 721    | 0.27 %     | 1 (Cuadros)                    | -                       | -      |
| Villarejo Iniciativa para Avanzar (VIA)                             | 5          | 704    | 0.27 %     | -                              | 1 (Villarejo de Órbigo) | -      |
| Agrupación de Electores "Vive Villaquilambre" (Vive Villaquilambre) | 1          | 587    | 0.22 %     | -                              | -                       | -      |
| Ciudadanos Rurales Agrupados (CRA)                                  | 7          | 489    | 0.19 %     | 1 (Valderrey)                  | -                       | -      |
| Agrupación de Socialistas por Cacabelos (SXC)                       | 2          | 468    | 0.18 %     | -                              | -                       | -      |
| Agrupación Independiente de Puebla de Lillo (AIPL)                  | 4          | 266    | 0.1 %      | 1 (Puebla de Lillo)            | -                       | -      |
| Cistierna Activa (CA)                                               | 1          | 265    | 0.1 %      | -                              | -                       | -      |
| Agrupación de Electores Otro Aire Vqj-Vfr                           | 3          | 252    | 0.1 %      | -                              | 1 (Villaquejida)        | -      |
| Agrupación Independiente Pobladura de Pelayo García                 | 7          | 230    | 0.09 %     | 1 (Pobladura de Pelayo García) | -                       | -      |
| Concejo de la Vega (Concejo de la Vega)                             | 1          | 229    | 0.09 %     | -                              | -                       | -      |
| Agrupación de Electores Pajares Social (AEPS)                       | 6          | 164    | 0.06 %     | 1 (Pajares de los Oteros)      | -                       | -      |
| Agrupación de Electores Independientes de Cimanes de Tejar          | 2          | 134    | 0.05 %     | -                              | -                       | -      |
| Unidos Por Sahagún (UPS)                                            | 1          | 118    | 0.04 %     | -                              | -                       | -      |
| Agrupación Vecinal Prioro Tejerina (AVPT)                           | 2          | 78     | 0.03 %     | -                              | -                       | -      |
| Agrupación Independiente Villademor (AIV)                           | 2          | 67     | 0.03 %     | -                              | -                       | -      |
| Contigo somos Democracia (CONTIGO)                                  | 1          | 54     | 0.02 %     | -                              | -                       | -      |
| Agrupación Popular del Municipio de Villabraz (APMV)                | 3          | 52     | 0.02 %     | 1 (Villabraz)                  | -                       | -      |
| Agrupación de Fuentes de Carbajal                                   | 1          | 15     | 0.01 %     | -                              | -                       | -      |

## Resultados por número de alcaldes
| Partido        | Alcaldes salientes | Alcaldes electos | Diferencia |
| -------------- | ------------------ | ---------------- | ---------- |
|                | 112                | 96               | 16         |
|                | 70                 | 86               | 16         |
|                | 15                 | 19               | 4          |
| Independientes | 7                  | 5                | 2          |
|                | 1                  | 3                | 2          |
|                | 2                  | 1                | 1          |
| CRA            | 3                  | 1                | 2          |
|                | 1                  | 0                | 1          |

## Alcaldes electos
| Municipio                     | Alcalde electo                          | Partido |
| ----------------------------- | --------------------------------------- | ------- |
| Acebedo                       | Isidoro Díez Valdeón                    | Cs      |
| Algadefe                      | Ubaldo Freire Villan                    | PSOE    |
| Alija del Infantado           | Abilio Panero Fernández                 | PP      |
| Almanza                       | Javier Santiago Vélez                   | PP      |
| Antigua, La                   | Carlos María Zotes Fierro               | PP      |
| Ardón                         | Constantino López Miranda               | PSOE    |
| Arganza                       | César Antonio Cabezudo García           | PSOE    |
| Astorga                       | Juan José López Perandones              | PSOE    |
| Balboa                        | Juan José López Peña                    | PP      |
| Bañeza, La                    | Javier Carrera de Blas                  | PP      |
| Barjas                        | Alfredo de Arriba López                 | PSOE    |
| Barrios de Luna, Los          | Jesús Darío Suárez González             | PP      |
| Bembibre                      | Silvia María Cao Fornis                 | PSOE    |
| Benavides                     | María Esperanza Marcos Álvarez          | PSOE    |
| Benuza                        | Agapito Encina López                    | PSOE    |
| Bercianos del Páramo          | María Milagros Beneítez Barragán        | PP      |
| Bercianos del Real Camino     | Víctor Fidel Rueda García               | PP      |
| Berlanga del Bierzo           | César Álvarez Rodríguez                 | PSOE    |
| Boca de Huérgano              | Tomás de la Sierra González             | UPL     |
| Boñar                         | Pepe Villa Sáez                         | PSOE    |
| Borrenes                      | Eduardo Prada Blanco                    | PP      |
| Brazuelo                      | Manuel Fernández Pereira                | PP      |
| Burgo Ranero, El              | Gerasimo Vallejo Herreros               | PSOE    |
| Burón                         | Porfirio Díez Casado                    | PP      |
| Bustillo del Páramo           | Faustino Sutil Honrado                  | PP      |
| Cabañas Raras                 | Juan Marcos López Gutiérrez             | PP      |
| Cabreros del Río              | Matías Llorente Liébana                 | UPL     |
| Cabrillanes                   | Lina Freire Suárez                      | UPL     |
| Cacabelos                     | Júnior Rodríguez Rodríguez              | PSOE    |
| Calzada del Coto              | Pablo Carbajal Carbajal                 | PP      |
| Campazas                      | Manuel Ramos Fernández                  | PP      |
| Campo de Villavidel           | Ángel Carlos Palanca Melón              | PP      |
| Camponaraya                   | Eduardo Morán Pacios                    | PSOE    |
| Candín                        | José Antonio Álvarez Cachón             | PP      |
| Cármenes                      | Gonzalo González Martínez               | PSOE    |
| Carracedelo                   | Raúl Valcarce Díez                      | PP      |
| Carrizo                       | José Fernández Fernández                | PSOE    |
| Carrocera                     | Luciano Yanutolo Suárez                 | PSOE    |
| Carucedo                      | Alfonso Fernández Pacios                | PSOE    |
| Castilfalé                    | María Purificación del Valle Pellitero  | PP      |
| Castrillo de Cabrera          | Tomás Blanco Voces                      | PSOE    |
| Castrillo de la Valduerna     | Francisco Jesús López Iglesias          | PSOE    |
| Castrocalbón                  | Luis Antonio Cenador Pérez              | PSOE    |
| Castrocontrigo                | Olivio Campo Diéguez                    | UPL     |
| Castropodame                  | Josefa Álvarez Fernández                | PSOE    |
| Castrotierra de Valmadrigal   | Agustín Alaguero Vázquez                | PSOE    |
| Cea                           | Guillermo Antolín Díez                  | PP      |
| Cebanico                      | Manuel Jesús Rodríguez Ortega           | PSOE    |
| Cebrones del Río              | Amado Fernández Cela                    | PP      |
| Chozas de Abajo               | Santiago Jorge Santos                   | PSOE    |
| Cimanes de la Vega            | María Montserrat Rodríguez Becares      | PP      |
| Cimanes del Tejar             | Andrés García González                  | PSOE    |
| Cistierna                     | Nicanor Jorge Sen Vélez                 | PSOE    |
| Congosto                      | Rafael Insunza Barrio                   | PP      |
| Corbillos de los Oteros       | Juan José Santamarta Muñoz              | UPL     |
| Corullón                      | Luis Alberto Arias González             | PSOE    |
| Crémenes                      | Ángel Miguel Alonso Tornero             | UPL     |
| Cuadros                       | Martín Marcos Martínez Barazón          | AIC     |
| Cubillas de los Oteros        | José Nava Caballero                     | UPL     |
| Cubillas de Rueda             | Carlos Ángel Fernández Pascual          | UPL     |
| Cubillos del Sil              | Antonio Cuellas García                  | PSOE    |
| Destriana                     | Abelardo Felgueroso Santamarina         | PP      |
| Encinedo                      | José Manuel Moro Carrera                | PP      |
| Ercina, La                    | Ignacio Robles García                   | PSOE    |
| Escobar de Campos             | Segundo Velasco Fernández               | PP      |
| Fabero                        | María Paz Martínez Ramón                | PSOE    |
| Folgoso de la Ribera          | Gabino Colinas Rovira                   | PSOE    |
| Fresno de la Vega             | Antonio Lozano Andrés                   | PSOE    |
| Fuentes de Carbajal           | Ana María Ortega Vaquero                | PP      |
| Garrafe de Torío              | Jesús Álvarez García                    | PSOE    |
| Gordaliza del Pino            | Jaime Villa Bajo                        | PSOE    |
| Gordoncillo                   | Urbano Seco Vallinas                    | PSOE    |
| Gradefes                      | Amador Aller Coque                      | PP      |
| Grajal de Campos              | Francisco Espinosa López                | PP      |
| Gusendos de los Oteros        | Juan Carlos Melón Melón                 | PP      |
| Hospital de Órbigo            | Enrique Busto Marcos                    | PSOE    |
| Igüeña                        | Antonio Alider Presa Iglesias           | PSOE    |
| Izagre                        | Enrique Santervas Paniagua              | PSOE    |
| Joarilla de las Matas         | Jairo Crespo Montalvo                   | PP      |
| Laguna Dalga                  | Eloy Baílez Lobato                      | PP      |
| Laguna de Negrillos           | Isidro García del Ganso                 | PSOE    |
| León                          | José Antonio Díez Díaz                  | PSOE    |
| Llamas de la Ribera           | Benito Sevilla Díez                     | PP      |
| Lucillo                       | Pedro de Cabo Martínez                  | PP      |
| Luyego                        | Luis Martínez Rodríguez                 | PSOE    |
| Magaz de Cepeda               | María de la O Maroto Gutiérrez          | UPL     |
| Mansilla de las Mulas         | Miguel Ángel Gago Romero                | PP      |
| Mansilla Mayor                | José Alberto Martínez Llorente          | PSOE    |
| Maraña                        | Omar Rodríguez Bulnes                   | PSOE    |
| Matadeón de los Oteros        | Miguel Ángel Lozano González            | UPL     |
| Matallana de Torío            | José García Álvarez                     | PSOE    |
| Matanza\|                     | Marcelo Alonso Pérez                    | PSOE    |
| Molinaseca                    | Alfonso Arias Balboa                    | PP      |
| Murias de Paredes             | María del Carmen Mallo Álvarez          | PSOE    |
| Noceda del Bierzo             | Manuel Gómez Arias                      | PP      |
| Oencia                        | Arsenio Pombo Ovide                     | PP      |
| Omañas, Las                   | Manuel Yebra Gómez                      | PSOE    |
| Onzonilla                     | Diego Lorenzana Rodríguez               | PP      |
| Oseja de Sajambre             | Antonio Jaime Mendoza Toribio           | PP      |
| Pajares de los Oteros         | Julio César Fernández Santos            | AEPS    |
| Palacios de la Valduerna      | Maximina Domínguez Guerra               | PP      |
| Palacios del Sil              | Roberto Fernández García                | PP      |
| Páramo del Sil                | Ángel Calvo Fernández                   | PP      |
| Peranzanes                    | Vicente Díaz Fernández                  | PSOE    |
| Pobladura de Pelayo García    | José Ángel Tranche Cadenas              | AIPPG   |
| Pola de Gordón, La            | Noemí González Díaz                     | PSOE    |
| Ponferrada                    | Olegario Ramón Fernández                | PSOE    |
| Posada de Valdeón             | Tomás Alonso Casares                    | PP      |
| Pozuelo del Páramo            | Emilio García Molero                    | PP      |
| Prado de la Guzpeña           | Casiano Alejandro Álvarez García        | PP      |
| Priaranza del Bierzo          | José Reguera Álvarez                    | PSOE    |
| Prioro                        | Francisco Escanciano Escanciano         | PP      |
| Puebla de Lillo               | Pedro Vicente Sánchez García            | AIPL    |
| Puente de Domingo Flórez      | Julio Arias Escuredo                    | PP      |
| Quintana del Castillo         | Emilio Francisco Cabeza Martínez        | PSOE    |
| Quintana del Marco            | José Luis Cubero Rubio                  | PP      |
| Quintana y Congosto           | María Yolanda Miguélez Martínez         | PP      |
| Regueras de Arriba            | Lorenzo Lobato Pérez                    | PP      |
| Reyero                        | Gregorio Alonso González                | PSOE    |
| Riaño                         | Fernando Moreno Cob                     | Cs      |
| Riego de la Vega              | David Fuertes Martínez                  | UPL     |
| Riello                        | Manuel Rodríguez Díez                   | PP      |
| Rioseco de Tapia              | María Trinidad García Arias             | PP      |
| Robla, La                     | Santiago Dorado Cañón                   | PSOE    |
| Roperuelos del Páramo         | Cristina de la Fuente Prieto            | PP      |
| Sabero                        | Francisco Javier García Álvarez         | PP      |
| Sahagún                       | Paula Conde Huerta                      | PP      |
| San Adrián del Valle          | José Rodríguez Blanco                   | PP      |
| San Andrés del Rabanedo       | María del Camino Cabañas Rodríguez      | PSOE    |
| San Cristóbal de la Polantera | Francisco Manuel Ramos Villares         | PP      |
| San Emiliano                  | Basilio Baltasar Barriada Álvarez       | PSOE    |
| San Esteban de Nogales        | María Consuelo Prieto Carracedo         | PP      |
| San Justo de la Vega          | Juan Carlos Rodríguez Rubio             | PP      |
| San Millán de los Caballeros  | José Alberto García Rodríguez           | PP      |
| San Pedro Bercianos           | José Antonio Rodríguez Fernández        | PP      |
| Sancedo                       | Marcos Álvarez González                 | PSOE    |
| Santa Colomba de Curueño      | Basilio Martínez González               | PP      |
| Santa Colomba de Somoza       | José Miguel Nieto García                | PP      |
| Santa Cristina de Valmadrigal | Ceferino Revilla González               | PSOE    |
| Santa Elena de Jamuz          | Lucas González González                 | PSOE    |
| Santa María de la Isla        | Camilo Domínguez Trigas                 | UPL     |
| Santa María de Ordás          | Luis José García Fernández              | PSOE    |
| Santa María del Monte de Cea  | Mariano González Pacho                  | PP      |
| Santa María del Páramo        | Alicia Gallego González                 | UPL     |
| Santa Marina del Rey          | Francisco Javier Álvarez Álvarez        | PSOE    |
| Santas Martas                 | María Aranzazu Lozano Morala            | PP      |
| Santiago Millas               | Gumersindo Castro Otero                 | PP      |
| Santovenia de la Valdoncina   | Manuel García García                    | UPL     |
| Sariegos                      | Roberto Aller Llanos                    | UPL     |
| Sena de Luna                  | José Celestino García Suárez            | PP      |
| Sobrado                       | Antonio Moldes Rodríguez                | PSOE    |
| Soto de la Vega               | Maximino Pérez Martínez                 | PSOE    |
| Soto y Amío                   | Ana María Arias González                | PSOE    |
| Toral de los Guzmanes         | Miguel Ángel Fernández Martínez         | PP      |
| Toral de los Vados            | Pedro Fernández Fernández               | PSOE    |
| Toreno                        | Laureano González Álvarez               | PSOE    |
| Torre del Bierzo              | Gabriel Folgado Álvarez                 | CBierzo |
| Trabadelo                     | Ricardo Fernández García                | PSOE    |
| Truchas                       | Francisco Simón Callejo                 | PSOE    |
| Turcia                        | José Luis Casares García                | PSOE    |
| Urdiales del Páramo           | Gregoria Manjón Chana                   | PSOE    |
| Val de San Lorenzo            | Eligio Geijo Palacio                    | UPL     |
| Valdefresno                   | Carlos Carmelo Gutiérrez Gutiérrez      | PP      |
| Valdefuentes del Páramo       | Máximo Alonso Muñoz                     | PP      |
| Valdelugueros                 | Emilio Orejas Orejas                    | PP      |
| Valdemora                     | Jesús Manuel Alonso Díez                | PSOE    |
| Valdepiélago                  | Julio González Fernández                | PP      |
| Valdepolo                     | Francisco Javier Padierna Puente        | PP      |
| Valderas                      | Agustín Lobato Ruano                    | PSOE    |
| Valderrey                     | Gaspar Miguel Cuervo Carro              | CRA     |
| Valderrueda                   | Esteban González Pablos                 | PP      |
| Valdesamario                  | Manuel Melcón García                    | PP      |
| Valdevimbre                   | Ana Isabel Alegre Domínguez             | PP      |
| Valencia de Don Juan          | Juan Pablo Regadera Rodríguez           | PSOE    |
| Vallecillo                    | David José López Chacón                 | PP      |
| Valverde de la Virgen         | David Fernández Blanco                  | PP      |
| Valverde-Enrique              | Manuel de Mata Martínez                 | PP      |
| Vecilla, La                   | Manuela García Robles                   | PP      |
| Vega de Espinareda            | Santiago Rodríguez García               | PSOE    |
| Vega de Infanzones            | Carmelo Aller Alonso                    | PP      |
| Vega de Valcarce              | María Luisa González Santín             | PSOE    |
| Vegacervera                   | Octavio González Alonso                 | PSOE    |
| Vegaquemada                   | María Isabel Fresno Fresno              | PP      |
| Vegas del Condado             | Manuel Ferreras Fidalgo                 | PSOE    |
| Villablino                    | Mario Rivas López                       | PSOE    |
| Villabraz                     | Ricardo Pellitero Martínez              | APMV    |
| Villadangos del Páramo        | Alejandro Barrera García                | PP      |
| Villademor de la Vega         | Carlos Esmaragdo Ibarrola Dueñas        | Cs      |
| Villafranca del Bierzo        | José Manuel Pereira Vega                | PP      |
| Villagatón                    | Carolina López Arias                    | PSOE    |
| Villamandos                   | Susana Cachón Fidalgo                   | PP      |
| Villamanín                    | José Luis García Oblanca                | PSOE    |
| Villamañán                    | Higinio García Domínguez                | UPL     |
| Villamartín de Don Sancho     | Verónica Fernández Pinto                | PP      |
| Villamejil                    | Luis Alfonso Álvarez Peláez             | PSOE    |
| Villamol                      | Francisco Rodrigo Carvajal              | PP      |
| Villamontán de la Valduerna   | Antonio Fuertes Alonso                  | PSOE    |
| Villamoratiel de las Matas    | Juan Blas Peña Martínez                 | PSOE    |
| Villanueva de las Manzanas    | Amaya Pastrana González                 | UPL     |
| Villaobispo de Otero          | María Teresa García López               | PP      |
| Villaornate y Castro          | María de los Ángeles González Rodríguez | PSOE    |
| Villaquejida                  | David González Navarro                  | PP      |
| Villaquilambre                | Manuel García Martínez                  | PP      |
| Villarejo de Órbigo           | José Manuel Acebes Alonso               | PP      |
| Villares de Órbigo            | José Castrillo García                   | PSOE    |
| Villasabariego                | María Esther García Reguera             | PSOE    |
| Villaselán                    | Ángel Luis Maraña Argüello              | PP      |
| Villaturiel                   | Valentín Martínez Redondo               | UPL     |
| Villazala                     | José Antonio Guerrero Villoria          | PP      |
| Villazanzo de Valderaduey     | Silvia López Campos                     | PP      |
| Zotes del Páramo              | Luciano Tomás Fernández Álvarez         | PP      |

## Elección de Presidentes de Juntas Vecinales
Los tradicionales concejos leoneses, han pervivido hasta nuestros días y se les ha otorgado el reconocimiento administrativo a través de la figura de la Entidad Local Menor, gestionadas por una Junta Vecinal. Actualmente existen 1231 entidades locales menores en la provincia.
Aparte de las competencias que la legislación estatal y autonómica les reconocen, en León gestionan buena parte de la masa forestal, los cotos de caza e incluso el abastecimiento de aguas de sus poblaciones.
La toma de decisiones en concejo abierto no está reconocida por la ley pero se sigue usando, como órgano de control y fiscalización de la Junta Vecinal.
La Junta Vecinal está encabezada por un Presidente o Pedáneo, elegido mediante escrutinio directo y mayoritario a una vuelta. Las Entidades con población inferior a 250 habitantes tienen dos vocales en su Junta Vecinal y las que superan esta cifra población cuatro.
La Junta Vecinal en las poblaciones de menos de 250 habitantes la integran el presidente electo, su suplente y el segundo candidato más votado. En caso de que no hubiera otra candidatura, corresponde al Presidente nombrar un vocal. Si la población supera los 250 habitantes, constituyen la Junta Vecinal el presidente electo, su suplente, el segundo candidato más votado y dos vocales nombrados y separados libremente por el presidente.
Para la elección se utiliza una única papeleta que contiene toda la relación de candidatos y sus respectivos suplentes, debiendo el elector marcar con una X la casilla adjunta al nombre del candidato elegido. Tanto la papeleta como su sobre son de color verde claro.

### Presidentes pedáneos electos
| Localidad/es                              | Presidente electo                      | Partido                                                    |
| ----------------------------------------- | -------------------------------------- | ---------------------------------------------------------- |
| Abadengo de Torío                         | José Tomás Fernández Vélez             | PSOE                                                       |
| Ábano                                     | María Teresa Ramos Marque              | PSOE                                                       |
| Abelgas de Luna                           | Antonio Suárez Álvarez                 | PP                                                         |
| Adrados de Ordás                          | Luis José García Fernández             | PSOE                                                       |
| Aguiar                                    | Roberto Rodríguez García               | PSOE                                                       |
| Albaredos y Cruces                        | Asunción Ferreiro García               | PSOE                                                       |
| Albires                                   | Miguel Ángel Peña del Pozo             | PP                                                         |
| Alcaidón de la Vega                       | Blas Zapatero Rodríguez                | CRA                                                        |
| Alcoba de la Ribera                       | Miguel Ángel Arias García              | PP                                                         |
| Alcuetas                                  | Tomás Prieto Prieto                    | PP                                                         |
| Aleje                                     | Ángel Luis Álvarez Fernández           | PSOE                                                       |
| Alejico                                   | Pelayo Díez Recio                      | PP                                                         |
| Almanza                                   | Miguel González Pascual                | PP                                                         |
| Almuzara                                  | Manuel Ángel Gutiérrez Fernández       | PP                                                         |
| Ambasaguas de Curueño                     | Luis Sánchez Robles                    | PSOE                                                       |
| Andarraso                                 | José Laudino Álvarez Rodríguez         | PP                                                         |
| Andiñuela                                 | Víctor Manuel Simón Simón              | Agrupación Independiente de Andiñuela                      |
| Antimio de Abajo                          | Domingo Díez González                  | Cs                                                         |
| Antimio de Arriba                         | Ángel Santos Celada Fierro             | UPL                                                        |
| Antoñanes del Páramo                      | Ángel Sutil Paz                        | PP                                                         |
| Arborbuena                                | Rosa María de la Fuente Alonso         | PSOE                                                       |
| Arcayos                                   | Santiago Crespo Fernández              | PP                                                         |
| Arenillas de Valderaduey                  | Jorge Argüello Gago                    | PP                                                         |
| Arganza                                   | Carmen Blanco Álvarez                  | PSOE                                                       |
| Argayo del Sil                            | Jairo Alonso García                    | PP                                                         |
| Argenteiro y La Treita                    | Miguel García Fernández                | PSOE                                                       |
| Argovejo                                  | Jesús Alejandro Díez Fernández         | UPL                                                        |
| Ariego de Abajo                           | María de los Ángeles Canseco García    | PP                                                         |
| Ariego de Arriba                          | Jesús Manuel Albarrán Deza             | Agrupación Vecinal de Ariego de Arriba                     |
| Arienza                                   | Jesús Cordero Marqués                  | PP                                                         |
| Arintero                                  | José Luis González Martín              | PSOE                                                       |
| Azadón                                    | Óscar Palomo Domínguez                 | PP                                                         |
| Azares del Páramo                         | José Luis Martínez Valderrey           | PP                                                         |
| Baíllo                                    | Francisco Simón Callejo                | PSOE                                                       |
| Balboa                                    | Joaquín Poncelas Brañas                | PP                                                         |
| Balouta                                   | Manuel Cadenas Barrero                 | PP                                                         |
| Banuncias                                 | Marciano Pérez González                | PSOE                                                       |
| Bárcena de la Abadía                      | Domingo García Campos                  | PSOE                                                       |
| Barniedo de la Reina                      | Nemesio Pando Rodríguez                | UPL                                                        |
| Barrientos                                | José Mariá Domínguez Combarros         | PP                                                         |
| Barrillos de las Arrimadas                | María Eugenia Ferreras Fernández       | PSOE                                                       |
| Barrio de la Puente                       | Carlos Mallo González                  | PSOE                                                       |
| Barrio de la Tercia                       | María del Pilar González González      | PP                                                         |
| Los Bayos                                 | Luis Javier Calzado Fernández          | PSOE                                                       |
| Benamarías                                | María del Carmen Dueñas Moreno         | UPL                                                        |
| Benllera                                  | Teresa Jesús Gutiérrez Álvarez         | PSOE                                                       |
| Bercianos del Páramo                      | Ezequiel Chamorro Mata                 | PSOE                                                       |
| Besande                                   | Argimiro García Martín                 | UPL                                                        |
| Bobia                                     | Juan González Pérez                    | PSOE                                                       |
| Boca de Huérgano                          | Manuel Martínez González               | PSOE                                                       |
| Boisán                                    | José Ángel Marcos Álvarez              | PSOE                                                       |
| Bonella                                   | David Calvo Riera                      | PSOE                                                       |
| Bonillos                                  | María Milagros Mures Nistal            | PP                                                         |
| Bouzas                                    | Celerina Alonso Aparicio               | USE                                                        |
| Brañuelas                                 | Diego Freile Campos                    | PSOE                                                       |
| Busdongo                                  | David Cañón Álvarez                    | PP                                                         |
| Busmayor                                  | Alfonso López López                    | PSOE                                                       |
| Bustillo de Cea                           | Francisco Javier Tejerina Zayas        | UPL                                                        |
| Bustos                                    | Ana Falagán del Río                    | CRA                                                        |
| Cabeza de Campo                           | Ignacio Fernández García               | PP                                                         |
| Cabrillanes                               | Rafael García Díez                     | UPL                                                        |
| Calaveras de Abajo                        | Graciliano Florentino Polvorinos Rojo  | PP                                                         |
| Calaveras de Arriba                       | Margarita Laura Vargas Cuesta          | UPL                                                        |
| Callejo de Ordás                          | María Lilia Dieppa Rodríguez           | PSOE                                                       |
| Calzada de la Valdería                    | Andrés Turrado Turrado                 | PSOE                                                       |
| Camplongo                                 | María Esther Flórez González           | PP                                                         |
| Campo                                     | Paulino Aparicio Fernández             | PP                                                         |
| Campo de la Lomba                         | Javier Melcón Díez                     | PSOE                                                       |
| Campo de Liebre                           | Arturo Fernández Do Campo              | PSOE                                                       |
| Campo del Agua                            | Francisco Gutiérrez Poncelas           | PP                                                         |
| Campo Salinas                             | José Díez García                       | PSOE                                                       |
| Campohermoso                              | Celestino Javier Robles Espada         | PSOE                                                       |
| Canales-La Magdalena                      | Verónica Álvarez Vega                  | PP                                                         |
| Candanedo de Boñar                        | Fernando García Díez                   | PP                                                         |
| Candemuela                                | Emilio Felipe Riesco García            | PSOE                                                       |
| Candín                                    | Adolfo Rodríguez Gavela                | PP                                                         |
| Canseco                                   | Javier Luis Morán Fernández            | PSOE                                                       |
| Cantejeira y Pumarín                      | José González Vázquez                  | PP                                                         |
| Cañizal de Rueda                          | José Antonio López Llamazares          | IU                                                         |
| Carande                                   | Zósimo Miguel Díez                     | UPL                                                        |
| Carbajal de Fuentes                       | Ángela Mateos Mayorga                  | PP                                                         |
| Carbajal de Rueda                         | Ricardo Rodríguez González             | PP                                                         |
| Carbajal de Valderaduey                   | José Ramón Fernández de Celis          | PP                                                         |
| Carbajosa                                 | Miguel Ángel de la Puente de la Puente | PP                                                         |
| Cariseda                                  | Francisco Abella González              | PP                                                         |
| El Carril                                 | Gaspar López Méndez                    | PSOE                                                       |
| Carrizal de Luna                          | Eloy Álvarez Martínez                  | PP                                                         |
| Carrocera                                 | María Jesús Álvarez Álvarez            | PSOE                                                       |
| Casares de Arbas                          | Tomás González Rodríguez               | PSOE                                                       |
| Castañeiras y Fuente de Oliva             | Fernando Cerezales Fernández           | Municipalistas por el Cambio                               |
| Castrillino                               | Laurentino Robles de León              | UPL                                                        |
| Castrillo de Cabrera                      | Álvaro Rodera López                    | PSOE                                                       |
| Castrillo de Cepeda                       | Julio Ángel Fernández García           | PSOE                                                       |
| Castrillo del Condado                     | José Luis González Fuertes             | PSOE                                                       |
| Castrillo de la Ribera                    | Julia Marisa Lorenzana Motalvo         | PSOE                                                       |
| Castrillo de la Valduerna                 | Francisco Jesús López Iglesias         | PSOE                                                       |
| El Castro y Laballos                      | Marcial Santín Santín                  | PSOE                                                       |
| Castro la Lomba                           | José María Álvarez Rodríguez           | PP                                                         |
| Castroañe                                 | Luis Miguel Gorostiagoa Medina         | PP                                                         |
| Castrocalbón                              | Francisco Aldonza Simón                | PSOE                                                       |
| Castrohinojo                              | Ramiro Fernández Madero                | PP                                                         |
| Castromudarra                             | Rafael Vallejo Iglesias                | PP                                                         |
| Castroponce                               | Néstor Fernández Cabañas               | PSOE                                                       |
| Castroquilame                             | Benigno Diéguez Corcoba                | PP                                                         |
| Castrovega de Valmadrigal                 | Julio Martínez García                  | PP                                                         |
| Cazanuecos                                | Jaime Fernández Aparicio               | PP                                                         |
| Cebanico                                  | Germán Díez González                   | PSOE                                                       |
| Cebrones del Río                          | Luis Alberto Rubio López               | UPL                                                        |
| Cegoñal                                   | Albino Marcos Pablos                   | PP                                                         |
| Ceide y Orrios                            | José María Martínez Martínez           | PP                                                         |
| Cela                                      | Luis García Fernández                  | PSOE                                                       |
| Celada                                    | María Elena Huerga Pimentel            | CRA                                                        |
| Cembranos                                 | Santiago Jorge Santos                  | PSOE                                                       |
| Cerezal de la Guzpeña                     | José Alonso Prieto                     | PP                                                         |
| Cerezales del Condado                     | Maximino Sánchez Castro                | PSOE                                                       |
| Cerulleda                                 | Víctor Fierro Mateos                   | PP                                                         |
| Chandevillar y Ruideferros                | Julia Cerezales González               | PP                                                         |
| Chano                                     | David Díaz Fernández                   | PSOE                                                       |
| Chozas de Arriba                          | Isabelino García Alegre                | PSOE                                                       |
| Cillanueva                                | Emilio Lorenzana López                 | PP                                                         |
| Cirujales                                 | Amadeo Díaz Fernández                  | PP                                                         |
| Cofiñal                                   | Pedro Sebastián Lario González         | Agrupación Independiente de Puebla de Lillo                |
| Cogorderos                                | Antonio González González              | PP                                                         |
| Coladilla                                 | Guillermo González Huerta              | PSOE                                                       |
| Colinas del Campo de Martín Moro Toledano | Lisardo Rubio Díez                     | PSOE                                                       |
| Combarros                                 | Belarmino Domínguez Otero              | VOX                                                        |
| Congosto                                  | Javier Cuellas Alonso                  | PP                                                         |
| Corbillos de los Oteros                   | Carlos Alberto González Rodríguez      | Agrupación Independiente Corbillos                         |
| Corniero                                  | Francisco Javier García Escanciano     | UPL                                                        |
| Cornombre                                 | Luis Bardón Bardón                     | PP                                                         |
| Corporales                                | Álvaro López Barreiro                  | PSOE                                                       |
| Corporales, Truchas                       | Alejandro Martínez Arias               | PP                                                         |
| Corral de las Arrimadas                   | Estrella María Martínez Villa          | PP                                                         |
| Cospedal                                  | Sabino Adolfo García García            | PSOE                                                       |
| Crémenes                                  | Eduardo Recio Díez                     | PP                                                         |
| Cubillas de Arbas                         | Diego Gutiérrez Cañón                  | PSOE                                                       |
| Cubillas de Rueda                         | Alberto Fernández Reyero               | PP                                                         |
| Cuevas                                    | José Andrés Domínguez Cuervo           | PP                                                         |
| Cuevas de Viñayo                          | Luis Alberto Rodríguez Gutiérrez       | PSOE                                                       |
| Culebros                                  | Fernando Cabezas Madureira             | Agrupación Independiente Culebros                          |
| Cunas                                     | Juan Manuel García Liébana             | PSOE                                                       |
| Curillas                                  | José Prieto Luengo                     | CRA                                                        |
| Curueña                                   | Javier González Manilla                | PP                                                         |
| Destriana                                 | Daniel Prieto Fernández                | PSOE                                                       |
| Devesa de Curueño                         | Juan José González Díez                | PP                                                         |
| Donillas                                  | Javier Calvo Fernández                 | PP                                                         |
| Dragonte                                  | Manuel Fernández del Valle             | PSOE                                                       |
| Los Espejos de la Reina                   | Vicente Mateo Pedroche                 | Cs                                                         |
| Espina de Tremor                          | Luis González González                 | PSOE                                                       |
| Espinosa de Almanza                       | Virgilio González González             | PP                                                         |
| Espinosa de la Ribera                     | Ana Álvarez Campillo                   | PP                                                         |
| Estébanez de la Calzada                   | Cándido Martínez Llamas                | Villarejo Iniciativa para Avanzar                          |
| Fáfilas                                   | Ricardo Pellitero Martínez             | Agrupación Popular por Fáfilas                             |
| Fasgar                                    | Rosa María Fernández Álvarez           | PSOE                                                       |
| Felechares de la Valdería                 | Sergio Ballesteros Turrado             | Agrupación de Electores de Felechares                      |
| Felmín                                    | Pablo Prendes Ardura                   | Agrupación Independientes por Felmín                       |
| Ferreras                                  | Manuel Menéndez Omaña                  | PSOE                                                       |
| Ferreras del Puerto                       | Víctor del Blanco Escanciano           | PSOE                                                       |
| Filiel                                    | Miguel Alonso Arce                     | PSOE                                                       |
| Fojedo del Páramo                         | Nuria Pellitero Morán                  | PP                                                         |
| Folloso                                   | Martín Abilio Llamas Fernández         | PP                                                         |
| Fonfría                                   | Salvador Argüello López                | CB                                                         |
| Fontanil de los Oteros                    | Christian Villaverde Rodríguez         | UPL                                                        |
| Fontanos de Torío                         | Jesús Álvarez García                   | PSOE                                                       |
| Fontecha                                  | Rocío Vidal Álvarez                    | PSOE                                                       |
| Fontoria de Cepeda                        | José Antonio Mateos Crespo             | PSOE                                                       |
| Fontún de la Tercia                       | José Manuel González Díez              | PP                                                         |
| Forna                                     | Encarnación Gabella Arredondas         | PSOE                                                       |
| Fresnedo de Valdellorma                   | Germán Verduras Valladares             | UPL                                                        |
| Fresnellino                               | Amalio Álvarez Escapa                  | PSOE                                                       |
| Fresno de la Valduerna                    | Herminio Cuadrado López                | PP                                                         |
| Fuentes de los Oteros                     | Oscar Luis Fernández Luengos           | Agrupación de Electores Fuentes Social                     |
| Fuentes de Peñacorada                     | Manuel Aláez Sánchez                   | PP                                                         |
| Gallegos de Curueño                       | David González Zotes                   | Agrupación de Electores Gallegos de Curueño                |
| Galleguillos de Campos                    | Zacarías José Gutiérrez Gutiérrez      | PP                                                         |
| Garfín                                    | Abilio Marcos de la Mata               | PSOE                                                       |
| Garueña                                   | María Estela Álvarez Suárez            | PP                                                         |
| Gavilanes                                 | Isidoro Alonso Fernández               | PP                                                         |
| Genestacio de la Vega                     | Iván Martínez Alija                    | Cs                                                         |
| Genestosa                                 | María Matutina Suárez Martínez         | PSOE                                                       |
| Genicera                                  | Alberto González Fierro                | PP                                                         |
| Gete                                      | Roberto González Morán                 | PP                                                         |
| Gigosos de los Oteros                     | Ramón Ángel Muelas García              | UPL                                                        |
| Golpejar de la Tercia                     | Cristina Rodríguez Rodríguez           | UPL                                                        |
| Grajalejo de las Matas                    | María del Pilar Pérez Rodríguez        | PP                                                         |
| Grulleros                                 | Carmelo Aller Alonso                   | PP                                                         |
| Gualtares de Órbigo                       | Inés Arias González                    | PSOE                                                       |
| Guímara                                   | Jesús López Cerecedo                   | PSOE                                                       |
| Güimil                                    | David Moral García                     | PSOE                                                       |
| Guisatecha                                | Eva María Engroba González             | PP                                                         |
| Gusendos de los Oteros                    | Álvaro Martínez Santamarta             | PP                                                         |
| Herreros de Jamuz                         | Felipe Miranda González                | PP                                                         |
| Herreros de Rueda                         | Eleuterio Maraña Martínez              | PP                                                         |
| Horcadas                                  | Santiago José Fernández Díez           | PSOE                                                       |
| Hornija                                   | Isaac González Diñeiro                 | PSOE                                                       |
| Huerga de Garaballes                      | Melchor González Santos                | PP                                                         |
| Igüeña                                    | Julio Crespo García                    | PSOE                                                       |
| Inicio                                    | José Urbano Suárez Melc´n              | PP                                                         |
| Irede de Luna                             | José Manuel Rubial Pérez               | PSOE                                                       |
| Isoba                                     | Ricardo Rodríguez García               | Agrupación Independiente de Puebla de Lillo                |
| Izagre                                    | Dionisio Crespo Villagrá               | PSOE                                                       |
| Jiménez de Jamuz                          | Vicente Prieto Toral                   | PP                                                         |
| La Aldea del Puente                       | Francisco Polledo Fernández            | PP                                                         |
| La Barosa                                 | Carlos Gómez Charro                    | PSOE                                                       |
| La Braña                                  | Manuel García Fernández                | PSOE                                                       |
| La Braña                                  | María Elena Zapico Fernández           | PSOE                                                       |
| La Campañana                              | Eduardo Iglesiss Macías                | PP                                                         |
| La Cándana de Curueño                     | Javier Barrio Esteban                  | PSOE                                                       |
| La Flecha de Torío                        | Carlos Alberto Alonso Valbuena         | PSOE                                                       |
| La Laguna y Cernada                       | José Santín Carrete                    | PSOE                                                       |
| La Majúa                                  | Fernando Luis Álvarez Álvarez          | PSOE                                                       |
| La Manluenga                              | Mateo Montoro Blázquez                 | IU                                                         |
| La Mata de la Bérbula                     | Francisco Castillo Marcos              | PP                                                         |
| La Mata del Páramo                        | María Isabel Francisco Castellanos     | PP                                                         |
| La Portela de Valcarce                    | Gervasio Fernández Blanco              | PP                                                         |
| La Red de Valdetuéjar                     | Julián del Valle Martínez              | PSOE                                                       |
| La Riba                                   | Fidencio González González             | PP                                                         |
| La Serna                                  | Elena del Río Llamazares               | PSOE                                                       |
| La Silva                                  | Ángel Calvo Bouzán                     | PSOE                                                       |
| La Sota de Valderrueda                    | María Ángeles Valbuena Turienzo        | PP                                                         |
| La Urz                                    | Amaro Flórez Ordás                     | PSOE                                                       |
| La Valcueva                               | Esther Domínguez Jové                  | Agrupación de Electores Independiente VCI                  |
| La Vecilla de Curueño                     | José Antonio González García           | PP                                                         |
| La Vega de Almanza                        | Emilio De La Red Fernández             | PP                                                         |
| La Vega de los Viejos                     | Diego Ordás Cotarelo                   | UPL                                                        |
| La Velilla                                | Adriano Álvarez Morán                  | PP                                                         |
| Lago de Babia                             | Isidoro Bueno Bringas                  | PSOE                                                       |
| Lago de Omaña                             | Alberto García Vila PP                 | PP                                                         |
| Laguna Dalga                              | Juan Manuel González del Pozo          | PSOE                                                       |
| Lagunas de Somoza                         | Adolfo Turienzo Turiezo                | PSOE                                                       |
| Laiz de las Arrimadas                     | Amado Ignacio Alonso González          | PSOE                                                       |
| Lario                                     | Daniel Puerta REyero                   | PP                                                         |
| Las Herrerías                             | José López Barreiro                    | PSOE                                                       |
| Las Murias de Babia                       | Mónica López Martínez                  | UPL                                                        |
| Las Omañas                                | Argentina García Méndez                | PSOE                                                       |
| Lazado                                    | María del Mar Robla González           | PSOE                                                       |
| Liegos                                    | Flores Lario Fernández                 | UPL                                                        |
| Llama de la Guzpeña                       | Casiano Alejandro Álvarez García       | PP                                                         |
| Llamas de la Ribera                       | Demetrio Fernández Fernández           | PP                                                         |
| Llamas de Laciana                         | José Manuel Prieto Tapias              | PSOE                                                       |
| Llamazares                                | Mónica González Bazán                  | PP                                                         |
| Llamera                                   | Luis Fernando Castañón González        | PP                                                         |
| Llombera                                  | Manuel Nicolás Pérez                   | PSOE                                                       |
| Losada                                    | María Amparo Villadangos Sandoval      | PSOE                                                       |
| Losadilla                                 | José Manuel Moro Carrera               | PP                                                         |
| Lucillo                                   | Pedro de Cabo Martínez                 | PP                                                         |
| Luengos de los Oteros                     | María Paz San Juan Torres              | PP                                                         |
| Lugán                                     | José Pedro Campillo Fernández          | PSOE                                                       |
| Lumajo                                    | Adolfo Mengez Castalago                | PSOE                                                       |
| Luyego de Somoza                          | David Prieto Blanco                    | PP                                                         |
| Malillos de los Oteros                    | Nuria García Martínez                  | UPL                                                        |
| Mallo de Luna                             | Manuel José Quiñones Morán             | PP                                                         |
| Mancilleros                               | Rubén Llamazares Franco                | UPL                                                        |
| Mansilla del Páramo                       | Gregoria Manjón Chana                  | PSOE                                                       |
| Manzaneda de Omaña                        | Ana Belén Prieto Otero                 | PP                                                         |
| Marrubio                                  | David Barrio García                    | PSOE                                                       |
| Marzán                                    | Modesto Bardón Álvarez                 | PP                                                         |
| Mata de Monteagudo                        | Ana María Álvarez Álvarez              | UPL                                                        |
| Matadeón de los Oteros                    | Diego Cuesta Álvarez                   | UPL                                                        |
| Matallana de Valmadrigal                  | Miguel Lozano Cueto                    | PSOE                                                       |
| Matalobos del Páramo                      | Rodrigo José Aparicio Mata             | PP                                                         |
| Mataluenga                                | Narcisa Osuna Pereira                  | PSOE                                                       |
| Matanza de los Oteros                     | Miriam Arce Casado                     | PSOE                                                       |
| Matavenero y Poibueno                     | Fernando Jorge Villamar Santos         | CB                                                         |
| Matueca de Torío                          | Miguel Ángel López Flecha              | Cs                                                         |
| Mena de Babia                             | José Antonio López da Costa            | UPL                                                        |
| Meroy                                     | Javier López Díaz                      | UPL                                                        |
| Millaro                                   | Eutimo Rodríguez Rodríguez             | UPL                                                        |
| Moldes y Hermide                          | Miguel Castro Núñez                    | PSOE                                                       |
| Molinaferrera                             | Ángel Alonso Mayo                      | PP                                                         |
| Mondreganes                               | Jesús Cerezal Fernández                | PP                                                         |
| Montealegre                               | Manuel Viloria Martínez                | UPL                                                        |
| Montrondo                                 | Javier Sánchez Bardón                  | PSOE                                                       |
| Moñón                                     | Rafael Santín López                    | PP                                                         |
| Mora de Luna                              | Óscar Martínez Martínez                | PP                                                         |
| Moral de Valcarce                         | José Luis Pérez González               | PSOE                                                       |
| Moreda                                    | Jovita Fernández Rodríguez             | PSOE                                                       |
| Morilla de los Oteros                     | Rogelia Provecho Prieto                | Agrupación de Electores Morilla Social                     |
| Morriondo                                 | Jesús Vallejo Vallinas                 | PP                                                         |
| Moscas del Páramo                         | Marta Fernández Cordero                | PP                                                         |
| Mosteiros                                 | Manuel López Santín                    | PSOE                                                       |
| Mozos de Cea                              | Félix Pacho Pacho                      | PP                                                         |
| Murias de Paredes                         | Antonio Sabugo Valcarce                | PSOE                                                       |
| Murias de Pedredo                         | Belarmino Mures Gallego                | PP                                                         |
| Naredo de Fenar                           | Roberto Fernández García               | PP                                                         |
| Nocedo de Curueño                         | Borja González Sierra                  | PP                                                         |
| Nogales de Mansilla                       | Ángel Manuel Burón Llamazares          | Cs                                                         |
| Nogar de Cabrera                          | Alejandro Liñán Calvete                | PSOE                                                       |
| Nogarejas                                 | Santiago Diéguez López                 | UPL                                                        |
| Oceja de Valdellorma                      | Francisco Floreal Marcos Rpdríguez     | PSOE                                                       |
| Olleros de Alba                           | Roberto González Álvarez               | PSOE                                                       |
| Omañón                                    | Amaro Suárez Díez                      | PP                                                         |
| Onamio                                    | Antonio José Pereira de Almeida        | PP                                                         |
| Orellán                                   | José Ángel Rodríguez Voces             | PP                                                         |
| Orones                                    | José Manuel Noriega Coque              | PSOE                                                       |
| Orzonaga                                  | José Ramón González Fernández          | PSOE                                                       |
| Oterico                                   | Julián José Otero Álvarez              | PP                                                         |
| Otero                                     | Rubén García Arias                     | CB                                                         |
| Otero de Curueño                          | Óscar Sierra García                    | PP                                                         |
| Otero de Escarpizo                        | Pablo Alonso Álvarez                   | PP                                                         |
| Otero de Valdetuéjar                      | Francisco Javier Álvarez Díaz          | PP                                                         |
| Oteruelo de la Valduerna                  | Manuel Rubén Rodríguez Pardo           | PP                                                         |
| Pajares de los Oteros                     | Ángel Julián Melón Marcos              | Agrupación de Electores Pajares Social                     |
| Palacio de Torío                          | Óscar Fernández Bandera                | Agrupación de Electores Independientes de Palacio de Torío |
| Palacio de Valdellorma                    | Eva María Marcos Rodríguez             | PSOE                                                       |
| Palacios de Fontecha                      | María Jesús García Ramos               | PSOE                                                       |
| Palacios de Rueda                         | Jesús Mena García                      | PP                                                         |
| Palaciosmil                               | María Montserrat Iglesias Santiago     | PSOE                                                       |
| Palazuelo de Eslonza                      | Ceferino del Río                       | UPL                                                        |
| Palazuelo de Órbigo                       | Dídimo González Capellán               | PP                                                         |
| Pallide                                   | Daniel González Corral                 | PSOE                                                       |
| Parada de Soto                            | Antonio Teijón López                   | PSOE                                                       |
| Paradasolana                              | José Leal Muriel                       | PP                                                         |
| Paradilla de la Sobarriba                 | Gabriel Díez Bugallo                   | PSOE                                                       |
| Pardamaza                                 | Almudena Trinidad Rodríguez            | CB                                                         |
| Pardavé                                   | Laurentino Santos Castro               | IU                                                         |
| Pardesivil                                | María Fernández García                 | UPL                                                        |
| Pedredo                                   | Victoria Rodríguez Álvarez             | PP                                                         |
| Pedregal                                  | Andrés Blanco González                 | PSOE                                                       |
| Pedrosa                                   | Luis Andrés Suárez Morán               | PP                                                         |
| Pendilla                                  | Claudio Joaquín Alonso Díez            | PP                                                         |
| Penoselo                                  | Manuel Fernández Fernández             | PSOE                                                       |
| Peñalba de los cilleros                   | Abel Castro Álvarez                    | PP                                                         |
| Peñalba de Santiago                       | Susana Rodríguez Panizo                | CB                                                         |
| Peranzanes                                | Manuel Cerecedo García                 | PP                                                         |
| Piedrafita                                | Francisco José Bermejo Campazas        | UPL                                                        |
| Piedras Albas                             | Jesús Francisco Rodera Martínez        | PP                                                         |
| Piedrasecha                               | Luciano Yanutolo Suárez                | PSOE                                                       |
| Pinos                                     | Leandro Manuel Hidalgo Rodríguez       | PSOE                                                       |
| Piornedo                                  | Benjamín Fernández Álvarez             | PSOE                                                       |
| Pobladura de las Regueras                 | Alfonso Javier Presa Iglesias          | PSOE                                                       |
| Pobladura de los Oteros                   | Silvia Garrido Casado                  | Agrupación de Electores Pobladura Social                   |
| Pobladura de Luna                         | Fernando Chacón Honrrado               | PP                                                         |
| Poladura de la Tercia                     | María Elena Álvarez Morán              | UPL                                                        |
| Pontedo                                   | Manuel Castañón López                  | PSOE                                                       |
| Porcarizas                                | Sergio Nespral Gaztelumendi            | PSOE                                                       |
| Porqueros                                 | José Antonio Carrera Castro            | UPL                                                        |
| Portilla de Luna                          | Generoso García Rodríguez              | PP                                                         |
| Posada de Omaña                           | Tomás Fernández Rubio                  | PSOE                                                       |
| Posada y Torre de la Valduerna            | Martín Vidales Alonso                  | PP                                                         |
| Posadilla de la Vega                      | Primitivo Prieto Domínguez             | PP                                                         |
| Pozuelo del Páramo                        | Oscar Manuel Pisabarro Muñiz           | PP                                                         |
| Pradela                                   | José López Vázquez                     | PSOE                                                       |
| Pradilla                                  | Emilio Fernández Catalina              | PSOE                                                       |
| Prado de la Somoza                        | Rubén Guerrero Montes                  | CB                                                         |
| Pradorrey-Requejo                         | Domingo Carro Durández                 | PSOE                                                       |
| Priaranza de la Valduerna                 | Lucía Prieto García                    | PSOE                                                       |
| Primajas                                  | Rolando Valbuena Corral                | PSOE                                                       |
| Puente Almuhey                            | Flavia González Franco                 | PP                                                         |
| Puente de Órbigo                          | Carlos Carbajo García                  | PSOE                                                       |
| Quintana de Fon                           | Ana María Álvarez García               | PSOE                                                       |
| Quintana de la Peña                       | Ana María centeno Merino               | Cs                                                         |
| Quintana del Castillo                     | Amado Rojo García                      | PSOE                                                       |
| Quintana-Raneros                          | María Jesús Sánchez Fernández          | PP                                                         |
| Quintanilla                               | Soraya Martínez Ramírez                | PP                                                         |
| Quintanilla de Babia                      | Eloy Aranda García                     | UPL                                                        |
| Quintanilla de Combarros                  | María Julia Fernández Pérez            | PP                                                         |
| Quintanilla de los Oteros                 | Juan Duque Garrido                     | Agrupación de Electores Quintanilla Social                 |
| Quintanilla de Losada                     | Raúl Carbajo Fernández                 | PP                                                         |
| Quintanilla de Rueda                      | Ausencio Tascón Díez                   | PP                                                         |
| Quintanilla de Sollamas                   | David Domínguez López                  | PP                                                         |
| Quintanilla de Somoza                     | Antonio Eleno Arce                     | PP                                                         |
| Quintanilla del Valle                     | Roberto Álvarez Majo                   | PSOE                                                       |
| Quintela                                  | Sergio Cela García                     | PSOE                                                       |
| Rabanal de Arriba                         | Pedro Díez Álvarez                     | IU                                                         |
| Rabanal del Camino                        | Antonio Gómez Domínguez                | PP                                                         |
| Rabanal Viejo                             | Santos Fernández Serra                 | PP                                                         |
| Ransinde                                  | Begoña Núñez Fernández                 | PSOE                                                       |
| Redelga de la Valduerna                   | Alfredo Real Fernández                 | PP                                                         |
| Redilluera                                | Roberto Orejas González                | PP                                                         |
| Remolina                                  | Miguel Ángel Alvarado Álvarez          | PP                                                         |
| Renedo de Valderaduey                     | Ramiro Ríos Pozuelos                   | Cs                                                         |
| Renedo de Valdetuéjar                     | Gabino González Reyero                 | UPL                                                        |
| Represa del Condado                       | José Manuel Arroyo Blanco              | PP                                                         |
| Requejo de la Vega                        | Francisco Franganillo santos           | PSOE                                                       |
| Requejo y Corus                           | Alberto Malillos Cabezas               | PSOE                                                       |
| Retuerto                                  | Senén Valdeón Rodríguez                | PP                                                         |
| Revilla                                   | José Francisco García de Abajo         | PSOE                                                       |
| Reyero                                    | Juan Carlos González Alonso            | PP                                                         |
| Ribas de la Valduerna                     | Patricia Pérez Fraile                  | PP                                                         |
| Ribera de la Polvorosa                    | Benito Quintas Calviño                 | PP                                                         |
| Riego de la Vega                          | Felipe Lorenzana López                 | UPL                                                        |
| Riocastrillo de Ordás                     | Eva Margarita Sanz Robla               | PP                                                         |
| Riofrío                                   | Jesús Ángel Rodríguez Prieto           | PSOE                                                       |
| Riolago de Babia                          | Antonio Bardón Álvarez                 | PP                                                         |
| Rioscuro                                  | Abel González Alcocer                  | PSOE                                                       |
| Riosequillo                               | Roberto Gutiérrez Rueda                | UPL                                                        |
| Robledo de Babia                          | Ernesto Gabriel Álvarez Pérez          | PP                                                         |
| Robledo de Fenar                          | Faustino Muñiz García                  | PSOE                                                       |
| Robledo de la Guzpeña                     | Agustín Díez Aláez                     | PP                                                         |
| Robledo de las Traviesas                  | Manuel Marqués García                  | PP                                                         |
| Robledo de Losada                         | Rafael Díez Pacho                      | PP                                                         |
| Robledo de Omaña                          | José Álvarez Muñiz                     | PP                                                         |
| Robledo de Sobrecastro                    | Federico Díaz Blanco                   | PP                                                         |
| Robles de Laciana                         | José Méndez Fernández                  | IU                                                         |
| Rodiezmo                                  | Alberto Hevia Luis                     | UPL                                                        |
| Rodrigatos de la Obispalía                | Marina Pérez Fernández                 | PP                                                         |
| Rodrigatos de las Regueras                | Antonio Fernández Marcos               | PSOE                                                       |
| Rosales                                   | Modesto Bardón Álvarez                 | PP                                                         |
| Rozuelo                                   | José Antonio García Rodríguez          | PP                                                         |
| Rueda del Almirante                       | Amador Aller Coque                     | PP                                                         |
| Ruitelán                                  | José Luis Pérez Pérez                  | PSOE                                                       |
| Saceda                                    | José Luis García Pérez                 | PSOE                                                       |
| Saelices del Payuelo                      | Ceferino Prieto Reyero                 | PP                                                         |
| Saelices del Río                          | Mariano Merno Bueno                    | PP                                                         |
| Sagüera de Luna                           | Honesto Rodríguez Suárez               | PP                                                         |
| Sahechores                                | Esperanza Cuñado Fernández             | PP                                                         |
| Sahelices de Sabero                       | Jerónimo Sandoval Broncano             | PP                                                         |
| San Fiz de Seo                            | José Magdalena Lamagrande              | PSOE                                                       |
| Salamón                                   | Ángel Miguel Alonso Tornero            | UPL                                                        |
| Samprón                                   | María Nieves Gallardo Martínez         | PSOE                                                       |
| San Andrés de los Puentes                 | José Luis De La Torre Rodríguez        | PP                                                         |
| San Bartolomé de Rueda                    | Juan Manuel Torbado Díez               | PP                                                         |
| San Cibrián                               | Gonzalo Francisco González Cayón       | PP                                                         |
| San Cibrián de la Somoza                  | Juan Antonio Bermejo Pardo             | Independiente                                              |
| San Cipriano de Rueda                     | Agustina Álvarez Llamazares            | PP                                                         |
| San Cipriano del Condado                  | José María Calderón Fernández          | PP                                                         |
| San Cristóbal de la Polantera             | Noel José Hidalgo Cabero               | PP                                                         |
| San Emiliano                              | Gonzalo Díaz Díaz-Caneja               | PSOE                                                       |
| San Facundo                               | Ricardo Vila Paz                       | PP                                                         |
| San Félix de Arce                         | Amia Aurora Prieto Riesco              | UPL                                                        |
| San Félix de la Valdería                  | José Manuel Villar del Río             | PP                                                         |
| San Félix de la Vega                      | Miguel Miguélez Martínez               | UPL                                                        |
| San Feliz de las Lavanderas               | Ángel Blanco Blanco                    | PSOE                                                       |
| San Feliz de Órbigo                       | José Manuel Benavides Gonzálz          | PSOE                                                       |
| San Juan de Torres                        | Amado Fernández Cela                   | PP                                                         |
| San Justo de Cabanillas                   | Senén García Ferrero                   | PSOE                                                       |
| San Justo de los Oteros                   | Miguel González Laguna                 | UPL                                                        |
| San Martín de la Falamosa                 | Carlos González Álvarez                | PSOE                                                       |
| San Martín de Moreda                      | Gerardo López Arias                    | PP                                                         |
| San Martín de Valdetuéjar                 | Fernando Fuertes Valbuena              | UPL                                                        |
| San Martín del Agostedo                   | Paulo Manuel Brito Gonçalves           | PP                                                         |
| San Martín del Camino                     | Daniel Miguel González Alegre          | PSOE                                                       |
| San Miguel de Langre                      | David Robles Guerra                    | PSOE                                                       |
| San Pedro Castañero                       | Román Díaz Rodríguez                   | PSOE                                                       |
| San Pedro de Foncollada                   | Daniel Rodríguez de la Mata            | PSOE                                                       |
| San Pedro de las Dueñas                   | Emilio Ferrero Martínez                | UPL                                                        |
| San Pedro de las Dueñas                   | Teodoro De Godos Manso                 | PP                                                         |
| San Pedro de los Oteros                   | Fidencio Álvarez Melón                 | UPL                                                        |
| San Pedro de Olleros                      | Otilio Álvarez López                   | PSOE                                                       |
| San Pedro de Pegas                        | Ana María Natal Martínez               | PP                                                         |
| San Pedro de Valderaduey                  | Juan Carlos Maraña Ayuela              | PP                                                         |
| San Román de los Caballeros               | Ricardo Bernabé García                 | PP                                                         |
| San Román de los Oteros                   | Roberto Lozano González                | PP                                                         |
| Sancedo                                   | Adrián Nistal González                 | CB                                                         |
| Sanfelismo                                | Lorena González Fernández              | PSOE                                                       |
| Santa Catalina de Somoza                  | Vicente García Partor                  | UPL                                                        |
| Santa Colomba de Curueño                  | Antonio García Castro                  | PP                                                         |
| Santa Colomba de la Vega                  | José Ángel López Torres                | PP                                                         |
| Santa Colomba de las Arrimadas            | Juan Carlos Sánchez Sánchez            | PSOE                                                       |
| Santa Colomba de Somoza                   | José Miguel Nieto García               | PP                                                         |
| Santa Cristina de Valmadrigal             | Miguel Ángel Prieto Santa Marta        | PP                                                         |
| Santa Cruz de Montes                      | Fernando Sánchez Castillo              | CB                                                         |
| Santa María de la Isla                    | Gonzalo Martínez Martínez              | UPL                                                        |
| Santa María de los Oteros                 | María Tránsito Gallego Vega            | UPL                                                        |
| Santa María de Ordás                      | José Roberto Álvarez Álvarez           | PSOE                                                       |
| Santa Marina de Somoza                    | Ana Isabel Arce Ferruelo               | PSOE                                                       |
| Santa María del Monte de Cea              | Pablo Merino Ruiz                      | PP                                                         |
| Santa María del Monte del Condado         | Alberto Gutiérrez Prieto               | PP                                                         |
| Santa María del Río                       | Eutiquio Ángel Gil Rueda               | UPL                                                        |
| Santa Marina de Torre                     | Eva María Oya Domínguez                | UPL                                                        |
| Santa Marina de Valdeón                   | José Ignacio Viñuela Martino           | PP                                                         |
| Santa Marina del Rey                      | José Manuel Santos Prieto              | PSOE                                                       |
| Santa Marina del Sil                      | Manuel Alberto Fernández Arias         | PSOE                                                       |
| Santa Olaja de la Varga                   | Miguel Ángel López Pérez               | PSOE                                                       |
| Santa Olaja de Porma                      | Ana María Álvarez Santamarta           | PSOE                                                       |
| Santalavilla                              | Daniel Prada Rodríguez                 | PSOE                                                       |
| Santalla del Bierzo                       | Eva Cruz Álvarez                       | PP                                                         |
| Santas Martas                             | José Manuel Pérez Bermejo              | PP                                                         |
| Santiago de las Villas                    | Carlos Alonso de la Hoz                | PSOE                                                       |
| Santibáñez de Arienza                     | Rubén Álvarez Prieto                   | PP                                                         |
| Santibáñez de la Lomba                    | Fernando Prieto González               | PSOE                                                       |
| Santibáñez de Ordás                       | Marcelino Fernández Álvarez            | PSOE                                                       |
| Santibáñez de Porma                       | Fernando Tejerina Fernánedz            | Cs                                                         |
| Santovenia de la Valdoncina               | Elías llamas Fuerte                    | PP                                                         |
| Santovenia de San Marcos                  | Blanca Flor Llanes Arias               | PSOE                                                       |
| Sardonedo                                 | Santos Pérez Lanero                    | UPL                                                        |
| Secos del Condado                         | Arnaldo Puente González                | PSOE                                                       |
| Seisón de la Vega                         | Alfoso Martínez Pérez                  | PSOE                                                       |
| Selga de Ordás                            | Javier Fuertes Raposo                  | PP                                                         |
| Senra de Omaña                            | Fermín García Martínez                 | PSOE                                                       |
| Serrilla                                  | Miguel Ángel Rodríguez Montes          | PSOE                                                       |
| Silván                                    | Virginia Valle Rivera                  | PP                                                         |
| Sobrepeña                                 | Carlos Alonso González                 | PSOE                                                       |
| Socil                                     | Fátima María González Puebla           | PP                                                         |
| Soguillo del Páramo                       | Orencio Barragán Carbajo               | PP                                                         |
| Solana de Fenar                           | Andrés Álvarez Gutiérrez               | PSOE                                                       |
| Solle                                     | María del Carmen Alonso Rascón         | Agrupación Independiente de Solle 2019                     |
| Sopeña de Curueño                         | Joaquín Cabero Domínguez               | PSOE                                                       |
| Sorbeira                                  | María del Carmen Carballo Estévez      | PP                                                         |
| Sorriba                                   | Javier Villacorta González             | PSOE                                                       |
| Sorribas                                  | Felipe Hoyos Rueda                     | PSOE                                                       |
| Sorribos de Alba                          | Francisco Javier Suárez Sierra         | PSOE                                                       |
| Sosas de Laciana                          | Gustavo Sabugo Otero                   | IU                                                         |
| Sosas del Cumbral                         | Francisco Martínez García              | PP                                                         |
| Sotelo                                    | Jorge Allende López                    | PP                                                         |
| Sotico                                    | Joaquín Laguna González                | PSOE                                                       |
| Soto de Valderrueda                       | María Rosario Ranedo Calderón          | PP                                                         |
| Soto y Amío                               | Jesús Gómez Díez                       | PSOE                                                       |
| Sotogayoso                                | Carlos Santín Alonso                   | PP                                                         |
| Sotoparada                                | Manuel López López                     | PSOE                                                       |
| Taranilla                                 | Felipe Pablos Calvo                    | PSOE                                                       |
| Tedejo                                    | Antonio Carro Molinero                 | PSOE                                                       |
| Tejados                                   | Aurelia Brasa Callejo                  | CRA                                                        |
| Tejedo de Ancares                         | Alejandro Abella Abella                | PP                                                         |
| Tejedo del Sil                            | David Verano Díaz                      | PP                                                         |
| Tejerina                                  | Silverio Díez Tejerina                 | PP                                                         |
| Tonín                                     | Noelia González Ulloa                  | UPL                                                        |
| Toralino de la Vega                       | Amador Martínez Pérez                  | PP                                                         |
| Torre de Babia                            | Eloy Florentino Rodríguez Pérez        | UPL                                                        |
| Torrebarrio                               | José Álvarez Suárez                    | PSOE                                                       |
| Torrecillo                                | Sergio de la Riva García               | PP                                                         |
| Torrestío                                 | Diego Suárez Álvarez                   | PSOE                                                       |
| Trabazos                                  | Elías Valle Cañal                      | PP                                                         |
| Trascastro                                | Epigmeno Ramón Martínez                | PSOE                                                       |
| Trascastro de Luna                        | José Vicente Melcón Díez               | PSOE                                                       |
| Truchas                                   | José María Calvete Alonso              | PSOE                                                       |
| Turcia                                    | David Martínez Pérez                   | PSOE                                                       |
| Turienzo Castañero                        | Óscar Fernández Álvarez                | PP                                                         |
| Turienzo de los Caballeros                | Joaquín Alonso Rodríguez               | PP                                                         |
| Val de San Lorenzo                        | César Cuesta de Cabo                   | PSOE                                                       |
| Val de San Román                          | Julián Martínez Quintana               | PSOE                                                       |
| Valbuena de la Encomienda                 | Fernando García Pérez                  | PSOE                                                       |
| Valbueno                                  | Tomás Arias Marcos                     | PSOE                                                       |
| Valcuende                                 | Ivanca Sanova Velázquez                | IU                                                         |
| Valdavido                                 | José Gallego de la Losa                | PSOE                                                       |
| Valdealcón                                | Salvador de la Varga Urdiales          | Agrupación de Electores Independientes de Valdealcón       |
| Valdealiso                                | Juan Francisco Berenguer Mata          | PP                                                         |
| Valdeiglesias                             | César Domíguez Menéndez                | PSOE                                                       |
| Valdemanzanas                             | María del Pilar Arce Martínez          | PP                                                         |
| Valdemorilla                              | María Felicidad Alonso Blanco          | PSOE                                                       |
| Valdepiélago                              | Francisco González Fernández           | PP                                                         |
| Valdepolo                                 | María Dolores Crespo Jacome            | PP                                                         |
| Valdeprado                                | Antonio López Cadierno                 | PSOE                                                       |
| Valdesamario                              | Sonia Melcón Martínez                  | PSOE                                                       |
| Valdesaz de los Oteros                    | Adosindo Vega Vizán                    | UPL                                                        |
| Valdescapa                                | Jesús Miguel Díaz Díaz                 | PP                                                         |
| Valdesogo de Abajo                        | Ruth María Robles Martínez             | UPL                                                        |
| Valdespino de Somoza                      | Domingo Ares Reñones                   | PP                                                         |
| Valdeteja                                 | Gonzalo García Tascón                  | PP                                                         |
| Valdoré                                   | Julián Herrero González                | PSOE                                                       |
| Valdorria                                 | Senén Sabino González García           | PP                                                         |
| Valduvieco                                | Oscar Luis de la Moral Martínez        | PP                                                         |
| El Valle                                  | Gabino Colinas Rovira                  | PSOE                                                       |
| Valle de Finolledo                        | Antonio Pereira Rodríguez              | PP                                                         |
| Valle de las Casas                        | Inocencio Medina González              | PSOE                                                       |
| Valle de Mansilla                         | Álvaro canseco Castro                  | PSOE                                                       |
| Valle de Vegacervera                      | José Luis Delgado Fernández            | PSOE                                                       |
| Vallecillo                                | Juan Sandoval Pastrana                 | UPL                                                        |
| Vallejo                                   | Ramona Moje Pérez                      | PP                                                         |
| Valmartino                                | Ángel llamazares Callado               | PSOE                                                       |
| Valporquero de Torío                      | Silvia Mancebo Fernández               | PSOE                                                       |
| Valsemana                                 | María del Carmen García García         | Agrupación Independiente de Cuadros                        |
| Valverde de Curueño                       | José González Álvarez                  | PP                                                         |
| Valverde de la Reina                      | Fernando García González               | UPL                                                        |
| Valverde y Villarmarín                    | Jesús Núñez García                     | PP                                                         |
| Valverdín                                 | Manuel Álvarez Gutiérrez               | PP                                                         |
| Vecilla de la Vega                        | Tirso Sevilla Vecillas                 | CRA                                                        |
| Vega de Gordón                            | Antonio Alfonso Campos                 | PP                                                         |
| Vega de los Árboles                       | Iván Vega Cañón                        | PP                                                         |
| Vega de Magaz                             | Laurentino Álvarez Álvarez             | UPL                                                        |
| Vega de Monasterio                        | Ángel López Carballal                  | PSOE                                                       |
| Vega de Valcarce                          | Juan Luis Domínguez García-Vidal       | PSOE                                                       |
| Vegacerneja                               | Lucía Alonso Díez                      | PP                                                         |
| Vegarienza                                | Jesús María García Cuevas              | PSOE                                                       |
| Vegas del Condado                         | Ceferino Llamazares Sahelices          | PSOE                                                       |
| Veguellina de Cepeda                      | Enrique Pérez Cabeza                   | PSOE                                                       |
| Veguellina de Fondo                       | Pedro Fernández Miguélez               | Agrupación de Electores de Veguellina del Fondo            |
| Veguellina de Órbigo                      | Pedro Antonio Cuevas Gordo             | Villarejo Iniciativa para Avanzar                          |
| Veldedo                                   | José María Ramos Pérez                 | PP                                                         |
| Velilla de la Tercia                      | Felipe Pardo Serra                     | PSOE                                                       |
| Velilla de la Valduerna                   | María del Rosario Valderrey García     | PSOE                                                       |
| Velilla de los Oteros                     | Héctor Alonso Romo                     | Agrupación de Electores Velilla Social                     |
| Velilla de Valderaduey                    | Luciano Buiza Llorente                 | PP                                                         |
| Ventosilla                                | Alfredo González Álvarez               | PSOE                                                       |
| Verdiago                                  | María Inés Valbuena Rodríguez          | PP                                                         |
| Viadangos de Arbas                        | Paulino Fernández González             | PP                                                         |
| Viariz                                    | Gerardo Silva López                    | PSOE                                                       |
| Vidanes                                   | Ricardo Plácido Rodríguez Reyero       | PSOE                                                       |
| Viego                                     | Benjamín Alonso Alonso                 | PP                                                         |
| Viforcos                                  | Carlos Méndez Prieto                   | PP                                                         |
| Villa de Soto                             | Daniel Villafañe Fernández             | PP                                                         |
| Villabraz                                 | Vicente González Ponga                 | PP                                                         |
| Villabúrbula                              | Carlos Blanco González                 | PP                                                         |
| Villacelama                               | Javier Pérez Martínez                  | UPL                                                        |
| Villacerán                                | Justino García Revuelta                | PP                                                         |
| Villacete                                 | Pedro Alonso López                     | PP                                                         |
| Villacidayo                               | María del Carmen Ferreras Pérez        | PP                                                         |
| Villacil                                  | Ángel Fernández Fernández              | PSOE                                                       |
| Villacintor                               | María del Mar Caballero Caballero      | UPL                                                        |
| Villacontilde                             | Jorge Sánchez Cordero                  | PP                                                         |
| Villacorta                                | Luis Manuel Gutiérrez González         | PP                                                         |
| Villadepán                                | María Blanca Herreros Fernández        | PP                                                         |
| Villadiego de Cea                         | Simona García Herrero                  | PP                                                         |
| Villafalé                                 | Pedro Cañón Fernández                  | PP                                                         |
| Villafañe                                 | Pablo Castro González                  | PSOE                                                       |
| Villafeile-Lamagrande y Quintela          | Tania Mancebo Mouriz                   | PP                                                         |
| Villafeliz de Babia                       | Enrique Álvarez Sánchez                | PSOE                                                       |
| Villafeliz de la Sobarriba                | Patricio Puente Martínez               | Cs                                                         |
| Villafruela de Condado                    | Luis Ángel Juárez Rodríguez            | PSOE                                                       |
| Villagallegos                             | Siliva López Álvarez                   | PP                                                         |
| Villagarcía de la Vega                    | Gonzalo de la Torre Miguélez           | PP                                                         |
| Villager de Laciana                       | Pío Sierra Linde                       | IU                                                         |
| Villagroy                                 | Jesús Fernández Sánchez                | PSOE                                                       |
| Villahibiera                              | Constantino Santiago Maraña Calvo      | PP                                                         |
| Villalebrín                               | María Yolanda Castillo Gil             | PP                                                         |
| Villalibre de la Jurisdicción             | José Manuel Blanco Gómez               | PP                                                         |
| Villalibre de Somoza                      | Rosa María Herves Fernández            | PP                                                         |
| Villalís de la Valduerna                  | Antonio Marcos Blanco                  | PP                                                         |
| Villamartín del Sil                       | Adolfo Taimil Ruiz                     | PP                                                         |
| Villamayor del Condado                    | Sergio Robles Rodríguez                | PSOE                                                       |
| Villaseca de la Sobarriba                 | Antonio Mellado Lara                   | PP                                                         |
| Villamejil                                | Verónica Pérez Gutiérrez               | Independientes Villamejil                                  |
| Villamorisca                              | Marino Díez Cima                       | PSOE                                                       |
| Villanueva de las Manzanas                | Gonzalo Pastrana García                | PP                                                         |
| Villanueva de Omaña                       | José Antonio Manilla González          | PSOE                                                       |
| Villanueva de Pontedo                     | Luis Fernando Balbuena Fernández       | PSOE                                                       |
| Villanueva del Carnero                    | Luis Miguel Díez Fernández             | UPL                                                        |
| Villanueva del Condado                    | Miguel Ángel Fernández Puente          | PSOE                                                       |
| Villanueva-Parajis                        | Julio Cresp González                   | PP                                                         |
| Villapadierna                             | Domingo Fernández Fernández            | PSOE                                                       |
| Villar de Acero                           | Abilio Rubio Díaz                      | PSOE                                                       |
| Villar de Ciervos                         | Agapito Peña Domínguez                 | PP                                                         |
| Villar de Corrales                        | Ricardo Fernández González             | PSOE                                                       |
| Villar de Golfer                          | Olegario Fernández Perandones          | PP                                                         |
| Villar de las Traviesas                   | Mario Llamas Crespo                    | PSOE                                                       |
| Villar de Mazarife                        | Ramón Fernández Casado                 | PP                                                         |
| Villar del Monte                          | Celestina Fernández González           | PSOE                                                       |
| Villar del Puerto                         | José Luis Casimiro Muñiz               | PSOE                                                       |
| Villarejo de Órbigo                       | Rosa María Gallego Martínez            | Villarejo Iniciativa para Avanzar                          |
| Villares de la Reina                      | Miguel Ángel Vega Domínguez            | PSOE                                                       |
| Villares de Órbigo                        | José Manuel del Corral Marcos          | PSOE                                                       |
| Villargusán                               | Pedro Regino Álvarez Barriada          | PSOE                                                       |
| Villarín de Riello                        | Eva María Parrilla Arias               | PP                                                         |
| Villarino                                 | Jesús Martínez Carrera                 | PSOE                                                       |
| Villariños y Castañoso                    | Ángel Cerezales Doral                  | PP                                                         |
| Villarmeriel                              | José Luis Melcón Gutiérrez             | PSOE                                                       |
| Villarnera de la Vega                     | Domingo Martínez Miguélez              | PP                                                         |
| Villarrando                               | José Coedo Pérez                       | PSOE                                                       |
| Villarrín del Páramo                      | José Fidalgo Aparicio                  | PP                                                         |
| Villarroañe                               | Lucas Sánchez Manga                    | UPL                                                        |
| Villarrodrigo de Ordás                    | Ángel Pérez Marcos                     | PSOE                                                       |
| Villasecino de Babia                      | Aníbal Alonso Somiedo                  | PSOE                                                       |
| Villaselán                                | Alfredo José Del Blanco Villafañe      | PP                                                         |
| Villasumil                                | Germán Ramón Carro                     | PSOE                                                       |
| Villavante                                | María del Carmen Mielgo del Riego      | UPL                                                        |
| Villaverde de los Cestos                  | Rosario González Álvarez               | PP                                                         |
| Villaverde de Omaña                       | Emilio González Fernández              | PP                                                         |
| Villaverde de Sandoval                    | Telesforo Benigno Suárez Manga         | PSOE                                                       |
| Villaviciosa de la Ribera                 | Ulpiano González Reguera               | PSOE                                                       |
| Villayandre                               | David Melanio Fernández Peña           | PSOE                                                       |
| Villeza                                   | Rubén Castellanos Sáiz                 | PP                                                         |
| Villibañe                                 | Rodolfo Franco Casado                  | PSOE                                                       |
| Villiguer                                 | Ricardo de la varga Santamarta         | PP                                                         |
| Villimer                                  | Fermín Martúnez Rodríguez              | PSOE                                                       |
| Villómar                                  | Óscar Cívicos Barreales                | UPL                                                        |
| Villoria de Órbigo                        | Paula María Gallego Fuertes            | Villarejo Iniciativa para Avanzar                          |
| Viloria                                   | José Manuel Domínguez Arienza          | PSOE                                                       |
| Viloria de la Jurisdicción                | José Manuel Méndez González            | CRA                                                        |
| Vivero                                    | Felipe García Maceda                   | PSOE                                                       |
| Voces                                     | Berta Prada Pérez                      | PP                                                         |
| Yeres                                     | Ángel Merayo Fraga                     | PP                                                         |
| Yugueros                                  | Leandro Pablo Turienzo Fernández       | PSOE                                                       |
| Zacos                                     | María de la O Marot Gutiérrez          | UPL                                                        |
| Zambroncinos del Páramo                   | Severino Javier Grande Santamaría      | PP                                                         |
| Zotes del Páramo                          | Eva María Pozuelo Fernández            | PP                                                         |

## Elección de la Diputación Provincial
De acuerdo con el Título V de la Ley Orgánica 5/1985, de 19 de junio, del Régimen Electoral General los diputados provinciales son electos indirectamente por los concejales. Por la población de la provincia, la Diputación de León está integrada por 25 diputados.
Actúan como circunscripciones electorales para la elección de diputados los Partidos Judiciales existentes en 1979, y a cada Partido Judicial le corresponde elegir el siguiente número de diputados:
| Partido Judicial               | Diputados a elegir (2019) |
| ------------------------------ | ------------------------- |
| Partido judicial de Astorga    | 2                         |
| Partido judicial de La Bañeza  | 1                         |
| Partido judicial de Cistierna  | 1                         |
| Partido judicial de León       | 13                        |
| Partido judicial de Ponferrada | 7                         |
| Partido judicial de Sahagún    | 1                         |

- Composición, a mayo de 2019, de la Diputación electa en 2015

| Grupo        | Escaños | Diputados |
| ------------ | ------- | --- |
| PP           | 13      | Juan Martínez Majo, Francisco Castañón González, Ángel Calvo Fernández, Francisco Lupicinio Rodrigo Carvajal, Miguel Ángel Fernández Martínez, Alfonso Arias Balboa, Miguel Ángel del Egido Llanes, Francisco Javier García Álvarez, Manuela García Robles, Genaro Martínez Ferrero, José Miguel Nieto García, Emilio Orejas Orejas, y Raúl Valcarce Díez |
| PSOE         | 7       | Santiago Dorado Cañón, Pedro Fernández Fernández, Teresa Gutiérrez Álvarez, Antonio Lozano Andrés, José Pellitero Álvarez, Antonio Alider Presa Iglesias, y Ángel Rodríguez González |
| No Adscritos | 2       | Juan Carlos Fernández Domínguez, y Joaquín LLamas Redondo |
| UPL          | 1       | Matías Llorente Liébana |
| CB           | 1       | Pedro Muñoz Fernández |
| CEC          | 1       | Miguel Flecha García |

### Resultados globales
- 25 diputados a elegir
- Presidente saliente: Juan Martínez Majo, alcalde de Valencia de Don Juan - PP
- Presidente electo:

| Lista | Votos  | Concejales | Diputados | Variación   |
| ----- | ------ | ---------- | --------- | ----------- |
| PSOE  | 91 147 | 622        | 12        | 5           |
| PP    | 80 862 | 665        | 11        | 2           |
| Cs    | 23 665 | 75         | 1         | 1           |
| UPL   | 20 796 | 147        | 1         | Sin cambios |

### Resultados por partido judicial
- Astorga

| Lista | Votos | Concejales | Diputados | Variación | Electos |
| ----- | ----- | ---------- | --------- | --------- | ------- |
| PP    | 7819  | 77         | 1         | -         | -       |
| PSOE  | 6848  | 92         | 1         | -         | -       |

- La Bañeza

| Lista | Votos | Concejales | Diputados | Variación | Electos |
| ----- | ----- | ---------- | --------- | --------- | ------- |
| PP    | 7763  | 118        | 1         | -         | -       |

- Cistierna

| Lista | Votos | Concejales | Diputados | Variación | Electos |
| ----- | ----- | ---------- | --------- | --------- | ------- |
| PSOE  | 2276  | 37         | 1         | -         | -       |

- León

| Lista | Votos  | Concejales | Diputados | Variación | Electos |
| ----- | ------ | ---------- | --------- | --------- | ------- |
| PSOE  | 44 590 | 218        | 6         | -         | -       |
| PP    | 39 839 | 235        | 5         | -         | -       |
| UPL   | 14 591 | 79         | 1         | -         | -       |
| Cs    | 14 396 | 28         | 1         | -         | -       |

- Ponferrada

| Lista | Votos  | Concejales | Diputados | Variación | Electos |
| ----- | ------ | ---------- | --------- | --------- | ------- |
| PSOE  | 29 908 | 169        | 4         | -         | -       |
| PP    | 20 734 | 127        | 3         | -         | -       |

- Sahagún

| Lista | Votos | Concejales | Diputados | Variación | Electos |
| ----- | ----- | ---------- | --------- | --------- | ------- |
| PP    | 2489  | 67         | 1         | -         | -       |